# Fanny Reyre-Ménard
Fanny Reyre-Ménard, née le 27 juillet 1964 à Saint-Cloud (Hauts-de-Seine), est une luthière française.

## Biographie
Fanny Reyre-Ménard naît à Saint-Cloud. Souhaitant depuis l'enfance devenir luthière, après son baccalauréat passé à Paris en 1982, elle effectue deux stages chez les rares luthières exerçant alors, puis de 1984 à 1986  fait trois ans d'études dans une école spécialisée au pays de Galles. Elle devient luthière en 1986. Elle tient un atelier à Nantes s'appelant l'Atelier du quatuor, au sein duquel elle travaille avec son mari Eric Ménard luthier expert. 
Spécialisée dans la lutherie du quatuor, elle fabrique, entretient, règle, répare et restaure les instruments à cordes frottées. 
Elle reçoit le titre de Maitre artisan en métier d'art en 2014.
Elle est élue à la chambre des métiers et de l'artisanat des Pays de la Loire depuis 2016, présidente en son sein de la commission Égalité.
Elle est conseillère au CESER des Pays de la Loire depuis 2018. À ce titre, elle a été rapporteure de l'étude évolution du rapport au travail adopté en décembre 2023.
En 2020, elle devient présidente de l'union des entreprises de proximité des Pays de la Loire et passe le relais à Éric Girardeau en 2024.
Elle est présidente de la chambre syndicale de la facture instrumentale (CSFI),, depuis 2024, après en avoir été vice-présidente pendant six ans , puis rapporteure de la commission économie pendant 3 ans. La CSFI rassemble l'ensemble des métiers de la facture instrumentale en France, fabricants, importateurs, distributeurs, revendeurs, artisans spécialisés, etc.

## Distinctions
En 2010 elle est nommée chevalier de la Légion d'Honneur
En 2019, elle est nommée officier de l'Ordre national du Mérite.